# Only When I Lose Myself
Only When I Lose Myself  este o piesă a formației britanice Depeche Mode. Piesa a apărut pe albumul The Singles 86>98, în 1998.